# Iglesia Presbiteriana de Pleasant Hill
La Iglesia Presbiteriana de Pleasant Hill, originalmente conocida como Iglesia Presbiteriana de Mount Carmel, es una histórica iglesia de estilo neogriego ubicada en Pleasant Hill, Alabama, Estados Unidos.

## Historia
La estructura actual fue construida entre 1851 y 1852. Presenta un pórtico tipo distyle-in-antis con simples columnas de caja, un campanario rematado por una pequeña cúpula abovedada y un balcón en el segundo piso alrededor de tres lados del interior. Se integró al Registro de Monumentos y Patrimonio de Alabama el 2 de noviembre de 1990 y al Registro Nacional de Lugares Históricos el 22 de abril de 1999.